# Pierre de la Croix
Pierre de la Croix (tudi Petrus de Cruce), francoski rimskokatoliški duhovnik, skladatelj in glasbeni teoretik, * 13. stoletje, Amiens, † pred 1347.
Prejel je naziv magister, iz česar zgodovinarji domnevajo, da je študiral na Univerzi v Parizu. Leta 1298 je skomponiral monofoni oficijal za dvorno kapelo v Parizu, v letih 1301−2 pa je bival pri amienskem škofu, nedvomno kot pripadnik duhovniškega reda.
Njegov največji prispevek glasbi je povezan z razvojem notacije. 